# Steve Staunton
Stephen „Steve“ Staunton (* 19. Januar 1969 in Drogheda) ist ein ehemaliger irischer Fußballspieler und derzeitiger -trainer. Zumeist auf der Position des linken Außenverteidigers eingesetzt, war er für seine Engagements im englischen Fußball für den FC Liverpool und Aston Villa bekannt. Größte Erfolge waren zunächst mit Liverpool der Gewinn des FA Cups 1989 und der englischen Meisterschaft im Jahr darauf. In den 1990ern war er Teil der Mannschaft von Aston Villa, die 1994 und 1996 jeweils den Ligapokal gewann. Dazu absolvierte er 102 Länderspiele für die irische Nationalmannschaft, bestritt in den Jahren 1990, 1994 und 2002 drei WM-Endrundenturniere und trainierte die Elf zwischen 2006 und 2007.

## Sportlicher Werdegang

### Vereinskarriere als Spieler
Staunton spielte als Jugendlicher beim Dundalk FC und auf regionaler Ebene in Auswahlmannschaften. Dazu war er sportlich vielseitig interessiert und auch im Gaelic Football talentiert. Schließlich wurde er im Alter von 17 Jahren von einem Scout des FC Liverpool entdeckt. Nach einem Treffen mit dem schottischen Cheftrainer Kenny Dalglish unterzeichnete er im Sommer 1986 seinen ersten Vertrag. In den ersten beiden Jahren feilte man gemeinsam noch an Stauntons fußballerischen Fähigkeiten und erst in der Saison 1987/88 hatte er beim Zweitligisten Bradford City auf Leihbasis seine ersten Profiligaeinsätze.
Im September 1988 debütierte Staunton dann für Liverpool in der First Division beim 1:1 gegen Tottenham Hotspur nach gut einer halben Stunde für Jan Mølby. Drei Tage stand er im Halbfinale des Turniers anlässlich des 100-jährigen Jubiläums der Football League und schoss den Ehrentreffer bei der 1:2-Niederlage gegen den FC Arsenal. Sukzessive spielte er sich als linker Außenverteidiger in den Vordergrund und als der Kapitän und Innenverteidiger Alan Hansen verletzungsbedingt ausfiel und er von dem angestammten Linksverteidiger Gary Ablett vertreten wurde, blieb Staunton für den Rest der Saison Stammspieler. Liverpool war in diesem Jahr auf dem Weg zum „Double“ aus englischer Meisterschaft und FA Cup. Im Pokalfinale gegen den Lokalrivalen FC Everton stand er in der Startformation, wurde dann aber zu Beginn der Verlängerung ausgewechselt, bevor seine Mannschaftskameraden den 3:2-Sieg sicherstellten. Kurz darauf endete die Saison mit einer Enttäuschung, da er mit Liverpool am letzten Spieltag den Ligatitel gegen Arsenal verlor. Die Wiedergutmachung ließ jedoch nicht lange auf sich warten, denn bereits ein Jahr später gewann Staunton mit Liverpool die englische Meisterschaft. Dabei überzeugte er nicht nur auf seiner angestammten Linksverteidigerposition, sondern half auch auf den anderen Abwehrpositionen, im Mittelfeld und zeitweise sogar im Angriffszentrum aus. Dabei erzielte er im September 1989 im Ligapokal gegen Wigan nach seiner Einwechslung für Ian Rush einen Hattrick. Die positive Entwicklung geriet in der Saison 1990/91 ins Stocken, da auf Liverpool turbulentere Zeiten zukamen. Nachdem Dalglish den Verein im Februar 1991 verlassen hatte, wurde schnell offensichtlich, dass unter dem Nachfolger Graeme Souness viele Veränderungen bevorstanden. Liverpool kehrte nach einer langen Sperre zur Saison 1991/92 auf die europäische Bühne zurück und als negativ stellte sich für Staunton heraus, dass dort nicht mehr als drei Ausländer in der Mannschaft stehen durften. So plante Souness auch deswegen ohne den Iren und akzeptierte im August 1991 vielmehr ein Transferangebot von Aston Villa in Höhe von 1,1 Millionen Pfund.

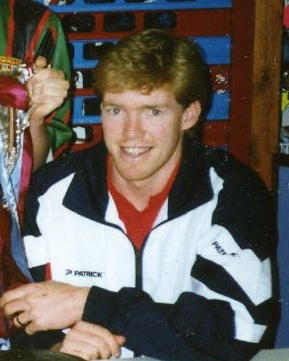
Steve Staunton als Spieler von Aston Villa

Staunton fand sich schnell im Villa Park zurecht und schoss direkt bei seinem Debüt ein Tor gegen Sheffield Wednesday. Ein Jahr später traf er auf zwei weitere Ex-Liverpool-Spieler, nachdem auch Dean Saunders und Ray Houghton bei Souness in Ungnade gefallen waren. Der erste nennenswerte Erfolg gelang Staunton in der Saison 1993/94 mit dem Gewinn des Ligapokals und mit dem 3:1-Finalsieg gegen Manchester United komplettierte er seine Sammlung der drei wichtigsten Titel im englischen Fußball. Zwei Jahre später wiederholte Aston Villa den Sieg im Ligapokal, aber verletzungsbedingt war Staunton im laufenden Wettbewerb nicht zum Einsatz gekommen und saß im Finale gegen Leeds United nur auf der Ersatzbank. In den folgenden beiden Jahren etablierte er sich wieder in der Abwehr von Aston Villa und neben zwei soliden Plätzen als Fünfter und Siebter in der Premier League gehörte er in der Saison 1997/98 zur Mannschaft, die im UEFA-Pokal das Viertelfinale erreichte. Zwischenzeitlich war nach der Bosman-Entscheidung die Ausländerbeschränkung für Spieler aus der Europäischen Union entfernt worden und da diese nach Ende der Vertragslaufzeit nun ablösefrei den Verein wechseln konnten, nahm Staunton nach der Weltmeisterschaft 1998 die Gelegenheit wahr, ein weiteres Mal beim FC Liverpool unter dem neuen Trainergespann Roy Evans und Gérard Houllier anzuheuern. In den Jahren zuvor war diesbezüglich häufig über eine Rückkehr Stauntons zu den „Reds“ spekuliert worden.
Staunton fand sich in der Saison 1998/99 ohne Probleme bei dem mit vielen neuen Mitspielern gespickten Ex-Klub zurecht, war besonders im Oktober 1998 formstark – als „Man of the Match“ gegen Everton und Fulham – und bei den insgesamt 40 Pflichtspieleinsätzen stand er nur einmal nicht der Startelf. Als schließlich Houllier jedoch seine erste Spielzeit 1999/2000 in alleiniger Verantwortung absolvierte, wurde Staunton zugunsten von Dominic Matteo immer weniger berücksichtigt und blieb ab Mitte 2000 in Liverpool komplett außen vor. Im Oktober 2000 lieh ihn Liverpool für einen Monat an den Zweitligisten Crystal Palace aus und schoss dort beim 3:2-Sieg gegen die Tranmere Rovers einen seiner selten Treffer, der als Befreiungsschlag überraschend über den Torwart hinweg flog. Anfang Dezember 2000 kehrte er zu Aston Villa zurück. Er bestritt dort auf Anhieb für den verletzten Innenverteidiger Gareth Southgate zwölf Partien in Serie und wechselte danach auf die linke Außenbahn. Seine Hauptaufgabe bestand jedoch weiterhin als „Backup“ im Abwehrzentrum und in der Saison 2001/02 vertrat er zunächst Olof Mellberg und danach Alpay Özalan. Zum Jahresende 2002 sorgten Verletzungsprobleme dafür, dass Stauntons zweite Phase bei Aston Villa dem Ende entgegenging. Ende Dezember unterzog er sich einer doppelten Leistenoperation und kurz darauf ließ er sich auch den Knöchel operieren, worunter er bereits seit einiger Zeit zuvor gelitten hatte.
Nächste Station war ab August 2003 in der zweiten Liga Coventry City. Obwohl er auch in Coventry mit kleineren Blessuren zu kämpfen hatte und zum Ende der Saison 2003/04 nach einer Knieoperation die letzten beiden Partien verpasste, verhalf er der Abwehr auf der linken Seite oder im Zentrum zu Stabilität (wenngleich er mittlerweile an Schnelligkeit eingebüßt hatte). In seiner letzten Zweitligasaison 2004/05 bestritt er weitere 35 Partien und der Treffer zum 2:1 gegen Brighton & Hove Albion im April 2005 war sein finaler.
Er ließ beim Drittligisten FC Walsall die aktive Laufbahn ausklingen, bestritt Silvester 2005 gegen den FC Blackpool (2:0) sein letztes Pflichtspiel und wechselte danach ins Trainerfach.

### Irische Nationalmannschaft
Bereits zum Ende seiner ersten Spielzeit berief ihn Jack Charlton in die irische Nationalmannschaft, mit der er ein Jahr später an der Fußball-Weltmeisterschaft 1990 in Italien als erstes irisches Team überhaupt teilnahm. Der 21-jährige Staunton nahm an allen Spielen des Turniers teil; die Mannschaft schied im Viertelfinale gegen Italien aus.
Er nahm danach an der Fußball-Weltmeisterschaft 1994 in den USA teil. Erneut war er bei allen Spielen Irlands dabei; im Achtelfinale schied Irland gegen die Niederlande aus. Nachdem sich Irland die nächsten Endrundenturniere 1996 und 1998 verpasst hatte, qualifizierte sich das Team mit Staunton für die Weltmeisterschaft 2002. Das Team des neuen Trainers Mick McCarthy wurde mit Deutschland in eine Vorrundengruppe gelost. Beim 1:1 gegen Deutschland machte er sein 100. Länderspiel für Irland und beendete nach dem Aus im Elfmeterschießen des Achtelfinalspiels gegen Spanien nach 102 Länderspielen (7 Tore) seine internationale Laufbahn. Er war damit damals der Rekordnationalspieler Irlands, ehe ihn im März 2010 Shay Given und Kevin Kilbane ablösten.
Im Januar 2006 übernahm er das Amt des Teammanagers der irischen Nationalmannschaft und betreute das Team in der Qualifikation zur Europameisterschaft 2008. Irland konnte sich jedoch nicht gegen Deutschland und Tschechien durchsetzen. Im vorletzten Gruppenspiel erreichten die Iren in Dublin gegen Zypern lediglich ein 1:1; allerdings hätte ein Sieg auch nicht gereicht, da gleichzeitig Deutschland gegen Tschechien verlor. Sechs Tage später, am 23. Oktober 2007, beendeten der irische Verband und Staunton ihre Zusammenarbeit „in gegenseitigem Einvernehmen“.

### Weitere Traineraktivtäten
Nach einer Zeit als Assistent von Gary McAllister bei Leeds United im Jahr 2008 und anschließenden Scoutingtätigkeiten für Mick McCarthy bei den Wolverhampton Wanderers nahm Staunton im Oktober 2009 beim Viertligisten FC Darlington seine erste Cheftraineraufgabe im Vereinsfußball an. Seine Amtszeit dauerte letztlich nur fünf Monate. Unter Stauntons Regie gewann Darlington nur vier von 23 Ligapartien und war zum Zeitpunkt seiner Demission 19 Punkte von einem Nichtabstiegsplatz entfernt. Seinem letzten Spiel gegen den FC Barnet (1:2) hatten nur 1.463 Zuschauer beigewohnt, was wiederum Negativvereinsrekord war.

## Titel/Auszeichnungen
- Englische Meisterschaft (1): 1990
- Englischer Pokal (1): 1989
- Englischer Ligapokal (2): 1994, 1996
- FA Charity Shield (2): 1988, 1990 (geteilt)
- UI-Cup (1): 2001